# Diskografie hudební skupiny Reflexy
Tento článek obsahuje kompletní diskografii hudební skupiny Reflexy, která do současnosti vydala již 12 alb.

## Studiová alba

### Když za srdce tě chytím (2020)
| Pořadí | Název                   | Hudba              | Text             | Délka |
| ------ | ----------------------- | ------------------ | ---------------- | ----- |
| 1.     | Láskyplná               | L.Plšek, O.Filák   | L.Plšek          | 3:25  |
| 2.     | Podle mýho gusta        | M.Koníček, O.Filák | L.Plšek, O.Filák | 2:54  |
| 3.     | Na obrázku              | O.Filák            | L.Plšek, O.Filák | 3:00  |
| 4.     | Když za srdce tě chytím | L.Plšek, O.Filák   | L.Plšek          | 3:45  |
| 5.     | Časosběr                | O.Filák            | O.Filák          | 3:04  |
| 6.     | Zakázaná vůně máty      | L.Plšek            | L.Plšek          | 3:24  |
| 7.     | Alchymista              | M.Koníček          | M.Koníček        | 3:26  |
| 8.     | Patříme k sobě          | M.Koníček          | M.Koníček        | 3:07  |
| 9.     | Protipóly               | L.Plšek            | L.Plšek          | 3:51  |
| 10.    | Napořád                 | O.Filák            | L.Plšek, O.Filák | 3:18  |

Hosté
- Jana Lukášová: vokály (song 7, 8)
- Pěvecký sbor FS Kohútek (song 2)

### Proud mezi námi (2016)
| Pořadí | Název                                    | Hudba               | Text                 | Délka |
| ------ | ---------------------------------------- | ------------------- | -------------------- | ----- |
| 1.     | All inclusive                            | O. Filák            | O. Filák, M. Koníček |       |
| 2.     | Ideály                                   | L.Plšek, M. Koníček | L.Plšek              |       |
| 3.     | Nic není jak vypadá                      | O. Filák            | L.Plšek              |       |
| 4.     | Budeme jen přátelé                       | M.Koníček           | L.Plšek              |       |
| 5.     | Proud mezi námi (ft Alžběta Kolečkářová) | O.Filák             | O.Filák, L.Plšek     |       |
| 6.     | Kola Kola Nikola                         | O.Filák             | O.Filák              |       |
| 7.     | A taková to byla láska                   | L.Plšek             | L.Plšek              |       |
| 8.     | Líp než v ráji                           | M.Koníček           | M.Koníček            |       |
| 9.     | Michelle                                 | L.Plšek             | L.Plšek              |       |
| 10.    | Můj čas nevypršel (ft Jarda Bobowski)    | M.Koníček, O.Filák  | M.Koníček, L.Plšek   |       |
| 11.    | Zvukovka                                 | L.Plšek             | L.Plšek              |       |

Hosté
- Alžběta Kolečkářová (song 5)
- Jarda Bobowsky (song 10)
- Hanka Trchalíková (song 8)
- Pěvecký sbor FS Kohútek (song 1,4)

### 20/ The best of 1995-2013 (2013)
Výběrové album 38 písní, mapující dvacetiletou kariéru kapely. Kompilace z devíti řadových alb na 2CD.
| Pořadí | Název           | Původní album          |
| ------ | --------------- | ---------------------- |
| 1.     | Do ráje         | Všichni půjdem do ráje |
| 2.     | V rytmu         | Ty jsi divoká          |
| 3.     | Neříkej         | Všichni půjdem do ráje |
| 4.     | Sněhulák        | Ty jsi divoká          |
| 5.     | Nové touhy      | Nové touhy             |
| 6.     | Motýlí láska    | Všichni půjdem do ráje |
| 7.     | Miluji holku    | Česká                  |
| 8.     | Sexem posedlá   | Nové touhy             |
| 9.     | Poraněná        | Nové touhy             |
| 10.    | Hříchy          | Sluneční               |
| 11.    | Sluneční        | Sluneční               |
| 12.    | Scházíš mi      | Česká                  |
| 13.    | Daruj mi křídla | Česká                  |
| 14.    | Nevinná         | Nové touhy             |
| 15.    | Můžu se smát    | Ty jsi divoká          |
| 16.    | Cesta hříchů    | Česká                  |
| 17.    | Česká           | Česká                  |
| 18.    | Náměstí         | Všichni půjdem do ráje |
| 19.    | Rasputin        | 20/ the best of        |

| Pořadí | Název            | Původní album    |
| ------ | ---------------- | ---------------- |
| 1.     | Mám se líp       | Mám se líp       |
| 2.     | Diamant          | Diamant          |
| 3.     | Ty jsi divoká    | Ty jsi divoká    |
| 4.     | Tím pádem        | Nevšední událost |
| 5.     | Srdce            | Mám se líp       |
| 6.     | Nejsem tvůj      | Mám se líp       |
| 7.     | Musím tě mít     | Mínus 7          |
| 8.     | Barbie song      | Diamant          |
| 9.     | Euforie          | Diamant          |
| 10.    | Andělský oči     | Ty jsi divoká    |
| 11.    | Bez křídel       | Nevšední událost |
| 12.    | Hranice          | Mínus 7          |
| 13.    | Nevšední událost | Nevšední událost |
| 14.    | Sexuální         | Nevšední událost |
| 15.    | Život je krásný  | Diamant          |
| 16.    | Pod kůží         | Nevšední událost |
| 17.    | Skleněná         | Mám se líp       |
| 18.    | Číslo 5          | Mám se líp       |
| 19.    | Tak si tu žijem  | 20/ the best of  |

### Diamant (2011)
Nahráno: studio RX. zvuková režie - Martin Koníček, Ondřej Filák (2,3,4,5,7,8,9,11) Petr Slezák (1,6,9) mastering - Petr Slezák
| Pořadí | Název            | Hudba                | Text                 | Délka |
| ------ | ---------------- | -------------------- | -------------------- | ----- |
| 1.     | Diamant          | M. Koníček           | M. Koníček, J. Plšek |       |
| 2.     | Léky Pivo Kofola | O. Filák             | O. Filák             |       |
| 3.     | Barbie song      | L. Plšek             | L. Plšek             |       |
| 4.     | Neznámé ženy     | L. Plšek             | L. Plšek             |       |
| 5.     | Eufórie          | M. Koníček, O. Filák | L. Plšek, M. Koníček |       |
| 6.     | Můžem            | M. Koníček           | M. Koníček           |       |
| 7.     | Poslední plamen  | O. Filák             | O. Filák             |       |
| 8.     | Život je krásný  | M. Koníček           | L. Plšek             |       |
| 9.     | Ani nevím        | M. Koníček, O. Filák | L. Plšek, O. Filák   |       |
| 10.    | Lucie            | M. Koníček           | M. Koníček           |       |
| 11.    | Jedna noc        | L. Plšek             | L. Plšek             |       |

### Nevšední událost (2008)
Nahráno: studio RX , Zvuková režie a mastering: Petr Slezák
| Pořadí | Název            | Hudba                | Text                 | Délka |
| ------ | ---------------- | -------------------- | -------------------- | ----- |
| 1.     | Tím pádem        | M. Koníček           | M. Koníček           |       |
| 2.     | Sexuální         | M. Koníček           | J. Lysoněk, L. Plšek |       |
| 3.     | Solidní kus      | O. Filák             | M. Koníček           |       |
| 4.     | Jsem tvůj stín   | M. Koníček, L. Plšek | M. Koníček, J. Plšek |       |
| 5.     | Jen pár slov     | L. Plšek             | L. Plšek             |       |
| 6.     | Pod kůží         | O. Filák             | M. Koníček, O. Filák |       |
| 7.     | Nevšední událost | O. Filák, M. Koníček | M. Koníček           |       |
| 8.     | Ty a já          | M. Koníček           | J. Plšek             |       |
| 9.     | Na to zapomeň    | O. Filák, M. Koníček | M. Koníček           |       |
| 10.    | Bez křídel       | M. Koníček           | M. Koníček           |       |
| 11.    | Po ránu          | M. Koníček           | M. Koníček, L. Plšek |       |
| 12.    | Ona mi utekla    | L. Plšek             | L. Plšek             |       |
| 13.    | Ženy             | L. Plšek             | L. Plšek             |       |
| 14.    | Kaťuša           |                      |                      |       |

### Mínus 7 (2004)
Nahráno: FOX Digital Studio a Studio Citron Zvuková režie a mastering: Petr Slezák
| Pořadí | Název             | Hudba                   | Text                  | Délka |
| ------ | ----------------- | ----------------------- | --------------------- | ----- |
| 1.     | Hranice           | M. Koníček              | L. Plšek              | 3:27  |
| 2.     | Opravář           | M. Koníček, L. Plšek    | M. Koníček, L. Plšek  | 1:53  |
| 3.     | Musím tě mít      | M. Koníček, D. Říkovský | L. Plšek, D. Říkovský | 3:10  |
| 4.     | Aspoň ochutnám    | M. Koníček, D. Říkovský | L. Plšek              | 3:28  |
| 5.     | Take me down      | L. Plšek, D. Říkovský   | M. Koníček            | 2:49  |
| 6.     | Jednou pochopím   | L. Plšek                | L. Plšek              | 3:05  |
| 7.     | Bond              | M. Koníček, L. Plšek    | M. Koníček, L. Plšek  | 3:02  |
| 8.     | Pocit obrovskej   | L. Plšek                | L. Plšek              | 2:39  |
| 9.     | Chci být letadlem | L. Plšek                | M. Koníček, L. Plšek  | 3:08  |
| 10.    | V jiným světě     | M. Koníček, L. Plšek    | L. Plšek              | 3:33  |
| 11.    | Pár kroků         | M. Koníček, L. Plšek    | M. Koníček, L. Plšek  | 3:23  |
| 12.    | Zahrada potěšení  | L. Plšek                | L. Plšek              | 3:11  |
| 13.    | Realita           | L. Plšek                | L. Plšek, D. Mítková  | 3:44  |

### Mám se líp (2002)
Nahráno: Studio Prodigi Nazpíváno: Studio Audio-Kokpit Zvuková režie: R. Peřestý, P. Kocfelda Mastering: Petr Slezák
| Pořadí | Název             | Hudba                | Text                 | Délka |
| ------ | ----------------- | -------------------- | -------------------- | ----- |
| 1.     | Mám se líp        | M. Koníček, L. Plšek | M. Koníček, L. Plšek | 3:10  |
| 2.     | Číslo 5           | M. Koníček, L. Plšek | M. Koníček, L. Plšek | 2:55  |
| 3.     | Tisíckrát         | M. Koníček           | L. Plšek             | 3:24  |
| 4.     | Nejsem tvůj       | M. Koníček, L. Plšek | M. Koníček, L. Plšek | 3:12  |
| 5.     | Buď si jistá      | M. Koníček           | M. Koníček           | 2:57  |
| 6.     | Galerie           | M. Koníček, L. Plšek | V. Ševčík            | 3:35  |
| 7.     | Pro tebe          | O. Filák             | L. Plšek             | 3:06  |
| 8.     | Srdce             | M. Koníček           | M. Koníček           | 3:00  |
| 9.     | Milion důvodů     | M. Koníček, L. Plšek | M. Koníček, L. Plšek | 3:42  |
| 10.    | Andělům           | L. Plšek             | L. Plšek             | 2:56  |
| 11.    | Snad mě to přejde | L. Plšek             | L. Plšek             | 3:32  |
| 12.    | Já ti to udělám   | M. Koníček           | M. Koníček, L. Plšek | 2:26  |
| 13.    | Skleněná          | L. Plšek             | L. Plšek             | 4:00  |

### Česká (2000)
Nahráno ve studiu KIWI - Praha Produkce: Roman Štefl Zvuková režie: Ivan Benda Mastering: Dan Václavek, ADK
| Pořadí | Název              | Hudba                | Text                 | Délka |
| ------ | ------------------ | -------------------- | -------------------- | ----- |
| 1.     | Miluji holku       | L. Plšek             | L. Plšek             | 3:14  |
| 2.     | Lásky zničený      | L. Plšek             | L. Plšek             | 3:20  |
| 3.     | Daruj mi křídla    | M. Koníček           | M. Koníček           | 4:25  |
| 4.     | Ona je má          | M. Koníček           | M. Koníček           | 3:00  |
| 5.     | Chvíle             | M. Koníček           | M. Koníček           | 4:05  |
| 6.     | Scházíš mi         | L. Plšek             | L. Plšek             | 3:38  |
| 7.     | Srdce mi poskakuje | M. Koníček           | M. Koníček           | 2:30  |
| 8.     | Do mraků           | M. Koníček           | M. Koníček           | 2:57  |
| 9.     | Jsi má vůně        | M. Koníček           | M. Koníček           | 3:27  |
| 10.    | Jó bylo hezky      | L. Plšek             | L. Plšek             | 4:13  |
| 11.    | Parta              | M. Koníček           | M. Koníček           | 3:49  |
| 12.    | Aspoň jeden den    | L. Plšek             | L. Plšek             | 3:11  |
| 13.    | Cesta hříchů       | M. Koníček           | M. Koníček           | 2:46  |
| 14.    | Zvláštní           | L. Plšek             | L. Plšek             | 3:36  |
| 15.    | Česká              | L. Plšek, M. Koníček | L. Plšek, M. Koníček | 4:25  |

### Ty jsi divoká (1999)
Nahráno ve studiu CITRON 10.05 - 29. 05. Zvuková režie: Petr Slezák Smícháno ve studiu CITRON: Petr Slezák Mastering: Petr Slezák
| Pořadí | Název            | Hudba                | Text       | Délka |
| ------ | ---------------- | -------------------- | ---------- | ----- |
| 1.     | Ty jsi divoká    | M. Koníček           | M. Koníček | 3:53  |
| 2.     | Můžu se smát     | F. Kuřina            | F. Kuřina  | 4:17  |
| 3.     | V rytmu          | M. Koníček, L. Plšek | L. Plšek   | 2:58  |
| 4.     | Divná potvora    | M. Koníček           | M. Koníček | 3:22  |
| 5.     | Básníci          | M. Koníček           | M. Koníček | 3:08  |
| 6.     | Pravda           | M. Koníček           | M. Koníček | 3:47  |
| 7.     | Každý den jiná   | F. Kuřina            | F. Kuřina  | 3:01  |
| 8.     | Jukenlavmi       | M. Koníček           | M. Koníček | 3:45  |
| 9.     | Sněhulák         | M. Koníček           | M. Koníček | 3:49  |
| 10.    | Štěstí je moucha | M. Koníček           | M. Koníček | 4:01  |
| 11.    | Iluze            | L. Plšek             | L. Plšek   | 3:15  |
| 12.    | Andělský oči     | L. Plšek             | L. Plšek   | 3:54  |

### Sluneční (1997)
Nahráno a smícháno ve studiu CITRON 24.11 až 6.12.. Zvuková režie: Petr Slezák Mastering: Petr Slezák
| Pořadí | Název                | Hudba      | Text       | Délka |
| ------ | -------------------- | ---------- | ---------- | ----- |
| 1.     | Na cestě             |            |            | 0:50  |
| 2.     | Sluneční             | M. Koníček | M. Koníček | 3:11  |
| 3.     | Holý zadek           | M. Koníček | M. Koníček | 2:53  |
| 4.     | Budu tě              | M. Koníček | M. Koníček | 4:06  |
| 5.     | Za prachy            | M. Koníček | M. Koníček | 2:14  |
| 6.     | Nechtěj po mně lásku | L. Plšek   | L.Plšek    | 4:02  |
| 7.     | Nevěřím ti ani stín  | M. Koníček | M. Koníček | 2:49  |
| 8.     | Hříchy               | M. Koníček | M. Koníček | 3:43  |
| 9.     | Vzkaz na kříži       | M. Koníček | M. Koníček | 3:22  |
| 10.    | Zase se mnou házíš   | L. Plšek   | L. Plšek   | 2:47  |
| 11.    | Otevři oči           | F. Kuřina  | F. Kuřina  | 3:48  |
| 12.    | Po flámu             | M. Koníček | M. Koníček | 3:13  |
| 13.    | Když nemůžeš spát    | F. Kuřina  | F. Kuřina  | 4:00  |
| 14.    | Třešně               | lidová     | Ivo Fisher | 3:48  |

### Nové touhy (1996)
Nahráno ve studiu CITRON 27.11 - 8. 12. Zvuková režie: Dan Václavek Smícháno ve studiu CITRON Mastering: Petr Slezák
| Pořadí | Název               | Hudba      | Text          | Délka |
| ------ | ------------------- | ---------- | ------------- | ----- |
| 1.     | Entrée              |            |               | 0:10  |
| 2.     | Kávu si osladím     | L. Štaidl  | L. Štaidl     | 3:22  |
| 3.     | Na kolenou          | M. Koníček | M. Koníček    | 5:01  |
| 4.     | Poraněná            | M. Koníček | M. Koníček    | 5:01  |
| 5.     | Vyhaslá             | M. Koníček | M. Koníček    | 3:15  |
| 6.     | Nové touhy          | M. Koníček | M. Koníček    | 3:11  |
| 7.     | Smutné oči          | M. Koníček | Z. M. Koníček | 4:00  |
| 8.     | Padlý král          | M. Koníček | M. Koníček    | 4:16  |
| 9.     | Co bys dělal v ráji | F. Kuřina  | M. Koníček    | 3:51  |
| 10.    | Tak leť             | M. Koníček | B. Šobáň      | 4:22  |
| 11.    | Nevinná             | F. Kuřina  | F. Kuřina     | 3:51  |
| 12.    | Dej mi              | F. Kuřina  | F. Kuřina     | 3:10  |
| 13.    | Sexem posedlá       | M. Koníček | M. Koníček    | 3:52  |
| 14.    | Starý muž           | L. Plšek   | M. Koníček    | 5:21  |

### Všichni půjdem do ráje (1995)
Nahráno ve studiu CITRON 20.4 -1. 5 kromě skladby 5, která byla nahrána ve studiu ASG Uh. Brod Zvuková režie: Dan Václavek a A.Janů (5. skladba)
| Pořadí | Název             | Hudba                 | Text                  | Délka |
| ------ | ----------------- | --------------------- | --------------------- | ----- |
| 1.     | Do ráje           | M. Vitásek            | F. Kuřina             | 3:40  |
| 2.     | Náměstí           | M. Koníček            | Reflexy               | 4:28  |
| 3.     | Probuzen          | M. Koníček            | M. Koníček            | 4:35  |
| 4.     | Dluhy             | M. Koníček            | M. Koníček            | 2:06  |
| 5.     | Nestůjte mládenci | Lidová                | Lidová                | 1:16  |
| 6.     | Už tě nedostanou  | M. Koníček            | M. Koníček            | 3:30  |
| 7.     | Zlatovláska       | Z. Liška              | Z. Liška              | 4:27  |
| 8.     | Zubatá kráska     | M. Koníček            | M. Koníček            | 3:08  |
| 9.     | Motýlí láska      | M. Koníček            | P. Mikel              | 4:27  |
| 10.    | Odpusť            | M. Koníček            | M. Koníček            | 4:18  |
| 11.    | Všechno utratím   | M. Koníček, F. Kuřina | F. Kuřina, M. Koníček | 2:50  |
| 12.    | Neříkej           | D. Konečný            | D. Konečný            | 3:40  |
| 13.    | Poslední sen      | M. Koníček            | R. Jahůdka            | 4:45  |